# Алей
Алей (на старогръцки: Ἀλεός, Aleos) в древногръцката митология, син на Афид, е цар на Аркадия.
Алей основава град Тегея. Той е женен за неговата племеничка Неайра (Neaera or Neaira). Алей е баща на Ликург, Кефей, Амфидам (един от Аргонавтите) и Авга.
Алей прави дъщеря си Авга жрица на Атина в Тегея и я заплашва, че ще умре, ако легне с мъж, понеже един оракул предсказал, че Алей ще бъде убит от син на Авга. Когато Херакъл гостувал при Алей, изнасилва жрицата. Авга се стреми да скрие бременността си, което не се харесва на богинята, която изпраща епидемия в царството на Алей. Откриват, че причината е бременността на Авга. Баща ѝ не посмява да я убие, а я дава на съседния цар Навплий от Евбея. По пътя тя ражда син си Телеф. Навплий трябва да я хвърли в морето, но я поставя в сандък. Този сандък е изхвърлен в малоазийска Мизия, където цар Тевтрант я намира в пясъка и се жени за нея.